# Ancistria lewisi
Ancistria lewisi is een keversoort uit de familie Passandridae. De wetenschappelijke naam van de soort is voor het eerst geldig gepubliceerd in 1889 door Reitter.